# Schleuse Bad Dürrenberg
Die Schleuse Bad Dürrenberg ist eine denkmalgeschützte Schleuse in einem Schleusenkanal der Saale im westlich der Saale gelegenen Ortsteil Kirchfährendorf der Stadt Bad Dürrenberg. Die erste urkundliche Erwähnung erfolgte im Jahre 1320 als Verendorph. Kirchfährdorf wurde 1950 eingemeindet. Die Solestadt Bad Dürrenberg (bis 1935 Dürrenberg) ist eine Stadt im Saalekreis im Land Sachsen-Anhalt. Die Stadt liegt an der Saale zwischen Leipzig, Merseburg und Weißenfels. Im Süden der Stadt mündet der Ellerbach rechtsseitig in die Saale. Im örtlichen Denkmalverzeichnis ist das Bauwerk unter der Erfassungsnummer 094 66052 als Baudenkmal verzeichnet.

## Geschichte
Die Nutzung der Saale für Güter- oder Personentransporte ist seit 981 urkundlich belegt. In Chroniken der Saaleschifffahrt wird berichtet, dass bereits in der zweiten Hälfte des 14. Jahrhunderts das Wasser des Flusses Saale angestaut wurde. Die angestaute Wassermenge wurde zum Betrieb von Mühlen bzw. zum Flößen genutzt. Das erste Handwerk in Bernburg, worüber berichtet wurde, war eine Mühle an der Saale. Am 21. Oktober 1530 erteilte Kaiser Karl V. dem Erzstift Magdeburg das Privileg der freien Schifffahrt auf der Saale und die Erlaubnis den Fluss auszubauen. Erste hölzerne Schleusen dienten den Schiffern zur Bewältigung des Frachtverkehrs. Ab dem Jahre 1790 wurde die Saaleschifffahrt weiter ausgebaut. Der Kurfürst von Sachsen, Friedrich August III. ordnete an, die obere Saale und die Unstrut schiffbar zu machen. Die Schleuse Bad Dürrenberg wurde im Rahmen des Großprojektes der Schiffbarmachung von der Saale bis zur Unstrut gebaut. 1982/83 ist die Schleuse Bad Dürrenberg restauriert worden.

## Beschreibung
Die Schleuse Bad Dürrenberg ist eine Kammerschleuse mit geraden Kammerwänden mit einer Sandsteinverkleidung. Zum Verschließen der Schleusenkammer dienen Stemmtore, die über Torstangen und einem mechanischen Antrieb geöffnet und geschlossen werden. Die Schleuse war zugelassen für Schiffe bis zu einer Länge von etwa 47 Metern, was dem heute nicht mehr gebräuchlichen Unstrutmaß entspricht. Da der Fluss hier keine Bundeswasserstraße mehr ist, steht die touristische Nutzung im Vordergrund. Wassersportler mit Booten bis zu einem Meter Tiefgang sollen hier die Saale noch befahren können.
- Siehe auch: Liste der Schleusen der Saale